# La batalla del Río de la Plata
La batalla del Río de la Plata (The Battle of the River Plate en el original, distribuida como Pursuit of the Graf Spee en los Estados Unidos) es una película británica de 1956, del género drama bélico, codirigida por Michael Powell y Emeric Pressburger, que también fueron guionistas de la misma; con Peter Finch, Anthony Quayle, John Gregson, Ian Hunter y Jack Gwillim en los roles principales. Fue nominada a los premios BAFTA de 1957, como mejor filme británico, mejor guion y mejor filme internacional. Se basa en la Batalla del Río de la Plata. 

## Argumento
Narra la historia verídica del final del acorazado de bolsillo alemán Admiral Graf Spee, comandado por el capitán Hans Langsdorff (Peter Finch), que durante la Segunda Guerra Mundial fue perseguido por una flotilla de la Marina Real Británica comandada por el comodoro Henry Harwood (Anthony Quayle), conformada por los cruceros ligeros HMS Ajax y HMNZS Achilles y el crucero pesado HMS Exeter, bajo el mando de los capitanes Charles H.L. Woodhouse (Ian Hunter), W. E. Parry (Jack Gwillim) y Frederick Secker Bell (John Gregson) respectivamente. 
El 13 de diciembre de 1939, el acorazado alemán entra en combate con ellos en el estuario del Río de la Plata, para, tras causar importantes bajas y daños a los tres buques de guerra británicos, y a su vez sufrir algunos daños de consideración, optar por buscar refugio por 72 horas en el puerto neutral de Montevideo, Uruguay para reparaciones. Ante la presión diplomática del Reino Unido, el gobierno de Uruguay obligó al navío alemán a zarpar, sabiendo que por sus daños no tenía muchas posibilidades de escapar al cerco de los barcos británicos que lo estaban esperando a pocas millas de distancia. Esta acción se vio complementada con una estratagema basada en transmitir falsos mensajes relativos a la formación de una importante escuadra británica, que no era tal, ya que los barcos disponibles, eran los mismos que habían quedado seriamente dañados en el combate.